# Штайнхорст (Лауэнбург)
Штайнхорст (нем. Steinhorst) — община в Германии, в земле Шлезвиг-Гольштейн.
Входит в состав района Герцогство Лауэнбург. Подчиняется управлению Зандеснебен. Население составляет 579 человек (на 31 декабря 2010 года). Занимает площадь 16,37 км².